# Großsteingrab Altranft
Das Großsteingrab Altranft war eine megalithische Grabanlage der Jungsteinzeit bei Altranft, einem Ortsteil von Bad Freienwalde (Oder) im Landkreis Märkisch-Oderland (Brandenburg). Es wurde 1935 beim Pflügen entdeckt und dabei zerstört.

## Lage
Das Grab befand sich an der Straße zwischen Altranft und dem Vorwerk Bergthal, in der Nähe des einstigen Forsthauses. Es lag zwischen der Straße und dem Graben.

## Beschreibung
Die Anlage wurde bei und nach ihrer Auffindung nicht näher dokumentiert. Es wurden lediglich zwei große Steine (ein vierkantiger und einer mit einer glatten Fläche) am Straßenrand abgeladen. Form, Maße und Typ der Grabkammer sind daher nicht mehr zu bestimmen. Hans-Jürgen Beier ordnet es nur allgemein als vermutliches Großsteingrab ein, Eberhard Kirsch als Großsteingrab oder Blockkammergrab. Wegen fehlender Funde ist auch die kulturelle Zuordnung ungewiss.